# Aéroport de Samarcande
L'aéroport international de Samarcande (code IATA : SKD • code OACI : UTSS) est un aéroport à Samarcande, en Ouzbékistan, à 6 km (3,7 mi) du centre-ville. L'aéroport est exploité par Uzbekistan Airways, depuis la création de la compagnie en 1992. 

## Situation
| Andijan Boukhara Ferghana Karchi Namangan Navoï Noukous Samarcande Tachkent Termez Ourguentch Zarafshan |

## Compagnies aériennes et destinations
| Compagnies                          | Destinations                                                             |
| ----------------------------------- | ------------------------------------------------------------------------ |
| Aeroflot                            | Moscou Chérémétiévo                                                      |
| Aeroflot opéré par Rossiya Airlines | Saint-Pétersbourg-Poulkovo                                               |
| S7 Airlines                         | Moscou-Domodédovo                                                        |
| Turkish Airlines                    | Istanbul                                                                 |
| Ural Airlines                       | Iékaterinbourg-Koltsovo                                                  |
| Utair                               | Moscou-Vnoukovo                                                          |
| Uzbekistan Airways                  | Istanbul, Kazan, Moscou-Domodédovo, Saint-Pétersbourg-Poulkovo, Tachkent |

Édité le 01/05/2018